# Bụp tóc
Bụp tóc (danh pháp khoa học: Abelmoschus crinitus) là một loài thực vật có hoa trong họ Cẩm quỳ. Loài này được Wall. mô tả khoa học đầu tiên năm 1830.